# Hans Löfsten
Hans Löfsten, född 10 mars 1963 i Göteborg, är en svensk ekonom och professor, verksam främst inom områdena innovationsekonomi och entreprenörskap. Löfsten avlade ekonomexamen (civilekonom) 1988 och ekonomie doktorsexamen 1992 vid Handelshögskolan vid Göteborgs universitet. Han blev docent 1999 i Technology management vid Chalmers tekniska högskola, biträdande professor 2005 i samma ämne och professor 2007 i Teknikens ekonomiska analys (Engineering economic analysis) vid Chalmers, institutionen för Teknikens ekonomi och organisation.
Löfsten har publicerat ett större antal internationella vetenskapliga artiklar inom ett flertal områden, men även författat läroböcker. Forskningen handlar huvudsakligen om innovationsekonomi, det vill säga ett effektivt resursutnyttjande för nytt teknikbaserat företagande i bland annat innovationssystem, exempelvis företag lokaliserade i teknik- och forskningsparker och inkubatorer. Utvecklingen av nya teknikbaserade företag och dess innovationer är av betydelse för nya industriella strukturer och den långsiktiga ekonomiska utvecklingen.